# Hrvatska vas zove!

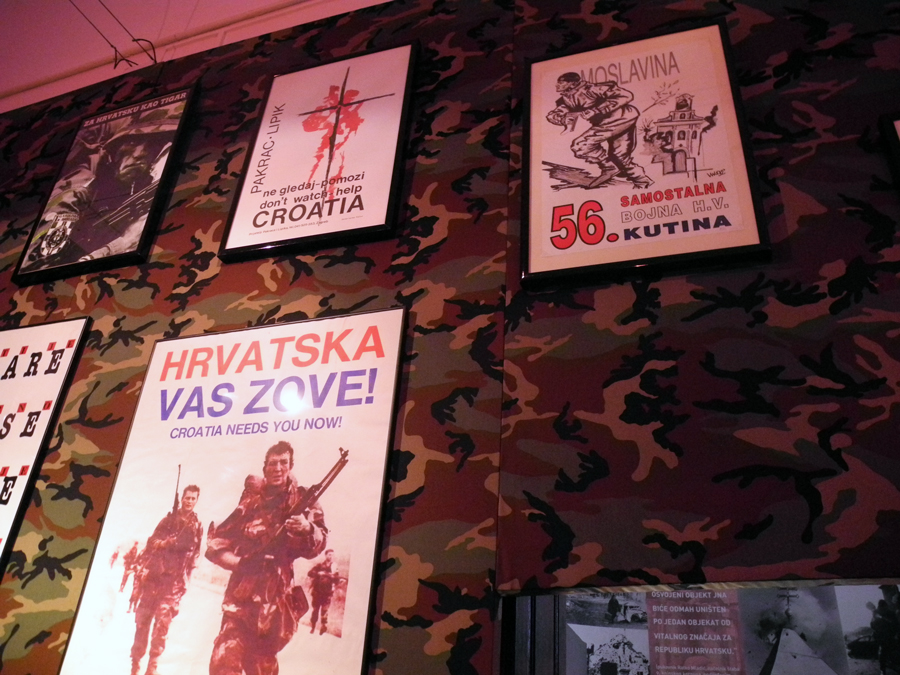
Das Plakat Hrvatska vas zove! (links unten) im Museum für kroatische Geschichte, Zagreb.

Hrvatska vas zove! (kroatisch für „Kroatien ruft euch!“) ist der Slogan und Titel eines populären Plakats aus dem Jahr 1991, das die kroatischen Streitkräfte während des Kroatienkriegs zur Werbung, Mobilisierung und Rekrutierung einsetzten. Die Unterzeile lautet Croatia needs you now! (englisch für „Kroatien braucht dich jetzt!“). Das Plakat sollte Soldaten im In- und Ausland anwerben, wie die Zweisprachigkeit vermuten lässt. Der Autor Vladimir Kostjuk (* 26. September 1943) entwarf das Plakat für die Gemeinde Osijek, die im Oktober 1991 während der Schlacht um Osijek insgesamt 5000 Exemplare herausgab. Anlässlich des 20. Jahrestags erfolgte im Jahr 2011 ein Nachdruck des Plakats, bei dem der ursprüngliche Aufdruck Općina Osijek (Gemeinde Osijek) durch 1991.–2011. Da se ne zaboravi! (1991–2011 Damit es nicht vergessen wird!) ersetzt wurde.

## Beschreibung und Motiv
Das Plakat im Hochformat und Farbdruck hat die Maße 1000 × 705 mm. Der Nachdruck aus dem Jahr 2011 hat die Maße 680 × 480 mm.
Der Slogan in den Farben Rot und Blau bildet mit dem weißen Untergrund die kroatischen Nationalfarben Rot-Weiß-Blau. Der kroatischsprachige Slogan Hrvatska vas zove! (Kroatien ruft euch!) bezieht sich auf das in Kroatien allgemein bekannte patriotische Lied Oj Hrvatska mati (O Mutter Kroatien), das zum Zeitpunkt der Nationenbildung im 19. oder Anfang des 20. Jahrhunderts entstand. Er erwartet als Antwort den Refrain des Liedes, der Zovi, samo zovi / Svi će sokolovi / Za te život dati! (Ruf, du musst nur rufen / Alle Falken werden / Ihr Leben für dich geben!) lautet.
 Das englischsprachige Croatia needs you now! (Kroatien braucht dich jetzt!) ist eine Variante des Slogans des britischen Rekrutierungsplakats Lord Kitchener Wants You aus dem Ersten Weltkrieg. Dieses Kriegsplakat ist eines der bekanntesten und berühmtesten Mobilisierungsplakate und diente bei vielen Plakaten als Vorlage für Slogan und Motiv.
Das Plakatmotiv zeigt eine Kolonne von Soldaten  in Tarnkleidung und bewaffnet mit Sturmgewehren. Grundlage des Motivs ist eine Fotografie, die im August 1991 von Zoran Božićević in der Nähe des von der Jugoslawischen Volksarmee und serbischen Freischärlern belagerten Pakrac aufgenommen wurde. An diesem Tag kam die erste Freiwilligeneinheit aus Koprivnica, bekannt als Stričeva grupa (Strics Gruppe), dem belagerten Pakrac zu Hilfe und vereinigte sich unter feindlichem Mörserfeuer auf der Straße zwischen Pakrac und Badljevina mit anderen kroatischen Streitkräften. Im Vordergrund geht der Führer und Namensgeber der Gruppe Zvonko Pandurić, genannt „Stric“ (1949–2010), dessen Einheit später die 117. Koprivnica Brigade der kroatischen Nationalgarde bildete. Hinter ihm links geht Zoran Ivić (* 12. Dezember 1965) aus Legrad, der auf vielen Schlachtfeldern des Krieges aktiv war. Die anderen Soldaten sind nicht zu identifizieren. Abgedruckt wurde die Fotografie erstmals am 20. August 1991 in der Zeitung Večernji list (S. 1 und 6). Pakrac wurde als Frontstadt hart umkämpft, blieb aber in kroatischer Hand.